# Betsy Hol
Elisabeth Bregitta (Betsy) Hol (Utrecht, 18 augustus 1866 – Haarlem, 30 juli 1931) was een Nederlands sopraan.
Ze was dochter van Amalie Philippine Frederike Reuter en musicus Richard Hol. Betsy’s zus Amalia Hol werd ook zangeres, maar meer op pedagogisch vlak. Zijzelf trouwde met arts Cornelis Gerardus van Heck. Ze werd(en) begraven op de Algemene Begraafplaats van Heemstede.
Ze kreeg haar muziekopleiding aan de Muziekschool van de Maatschappij tot Bevordering der Toonkunst. Vermoedelijk kreeg ze net als haar zus les van Bertha Zegers Veeckens en Jacoba Repelaer van Driel. In 1891 stond ze onder leiding van haar vader (en lerares) op het podium van Parkzaal Tivoli in een uitvoering van een oratorium van Robert Schumann. Betsy gaf zangles in Leiden. Samen trokken ze in 1897 naar Deventer, maar Betsy gaf vervolgens les in Dordrecht waar ze haar aanstaande man leerde kennen. Ook in Haarlem heeft ze enige tijd lesgegeven. Haar loopbaan was aanmerkelijk korter dan die van haar zus. Ze trouwde in 1901 en trok zich uit de muziekwereld terug.